# Hrabia Ypres

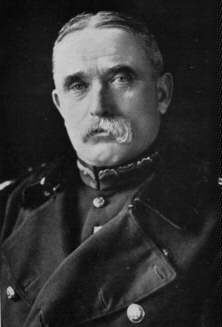
John French, 1. hrabia Ypres

Hrabiowie Ypres 1. kreacji (parostwo Zjednoczonego Królestwa)
- dodatkowy tytuł: wicehrabia French of Ypres
- 1922–1925: John Denton Pinkstone French, 1. hrabia Ypres
- 1925–1958: John Richard Lowndes French, 2. hrabia Ypres
- 1958–1988: John Richard Charles Lambart French, 3. hrabia Ypres